# Matthäus der Töpfer
Matthäus der Töpfer, auch als Matthäus der Arme bekannt, ist ein ägyptischer christlicher Heiliger des 8. Jahrhunderts. Er war Zeitgenosse von Papst Alexander II. (704–729). In der Alexandrinischen Patriarchengeschichte (zuweilen auch als Geschichte der Patriarchen bezeichnet) wird er als Töpfer, Priester und Fischer beschrieben. Laut Abu Salih dem Armenier könnte Matthäus auch koptisch-orthodoxer Bischof der Stadt Esna gewesen sein. Er ist Gründer des Klosters des Heiligen Matthäus des Töpfers.

## Leben
Der heilige Matthäus der Töpfer stammte ursprünglich aus Bishnai in Ägypten. Er erhielt in jungen Jahren eine Mönchsausbildung in der Kirche der Heiligen Jungfrau Maria in al-Maqbabat. Nach seiner Ausbildung reiste er nach Esna und nach Asfun, wo er ein Kloster gründete, das heute als Kloster des Heiligen Matthäus des Töpfers bekannt ist.